# Rubidiumtriiodid
Rubidiumtriiodid ist eine chemische Verbindung aus den Elementen Rubidium und Iod.

## Herstellung
Rubidiumtriiodid wird aus Rubidiumiodid und elementarem Iod in wässriger Lösung durch Erwärmen hergestellt.
{\displaystyle {\ce {RbI + I2 -> RbI3}}}

## Eigenschaften

### Physikalische Eigenschaften
Rubidiumtriiodid kristallisiert im orthorhombischen Kristallsystem mit der Raumgruppe Pnma (Raumgruppen-Nr. 62) und den Gitterparametern a = 1090,8 pm, b = 665,5 pm und c = 971,1 pm, in der Elementarzelle befinden sich vier Formeleinheiten. Die Kristallstruktur ist isotyp mit Caesiumtriiodid.
Beim Erhitzen auf 270 °C zersetzt sich das Rubidiumtriiodid in Rubidiumiodid und elementares Iod. Rubidiumtriiodid ist in Ethanol löslich, in Ether findet eine Zersetzung statt.

### Chemische Eigenschaften
Es wurde lange Zeit angenommen, dass Rubidiumtriiodid mit Iod zu höheren Polyiodiden RbI7 und RbI9 weiterreagiert. Dies wurde jedoch durch neuere Forschungen widerlegt.